# 陸殿鵬
陸殿鵬，江蘇省揚州府興化縣人，清朝政治人物。同進士出身。
光緒二年（1876年），參加丙子恩科會試，得貢士第1名。殿試登進士三甲第121名。同年五月（6月3日），著分六部學習。